# Robleda
Robleda és un municipi de la província de Salamanca a la comunitat autònoma de Castella i Lleó. Limita al Nord amb El Bodón, a l'Est amb El Sahugo, al Sud amb Descargamaría i Villasrubias i a l'Oest amb Peñaparda i Fuenteguinaldo.

## Demografia
| 1991 | 1996 | 2001 | 2004 |
| ---- | ---- | ---- | ---- |
| 650  | 602  | 579  | 549  |